# Kalifa bin Zajed al-Nahjan
Šeik Kalifa bin Zayed al-Nahyan (arapski: خليفة بن زايد بن سلطان آل نهيان‎) (1948. – 13. svibnja 2022.), predsjednik Ujedinjenih Arapskih Emirata i vladar Abu Dhabija.
Na tom položaju je od 3. studenog 2004., kada je naslijedio oca koji je umro dan prije. Rođen je 1948., ali točan datum nije poznat.
Popevši se na vlast, povećao je plaće državnih zaposlenika od 15 do 25%.
Smatrao se prozapadnim vladarom. Od oca je naslijedio i titulu emira te vlada Abu Dhabijem.
Po vjeri bio je sunitski musliman. 
Obnašao je mnoge dužnosti tijekom očeve vladavine, a uveo je i mnoge reforme.
Zanimale su ga utrke deva i konja. Veliki je dobročinitelj, a novac je donirao, u najnovije vrijeme za istraživanje AIDS-a, i kardiovaskularnih bolesti.